# 아빌리아노움브로
아빌리아노움브로(이탈리아어: Avigliano Umbro)는 이탈리아 움브리아주 테르니도에 위치한 코무네다. 페루자로부터 남쪽 50 km, 테르니로부터 북서쪽 20 km 거리에 있다.

## 자매 도시
- 스페인 베니돌레치

## 같이 보기
- 네라강